# Wasserwerk Holthausen

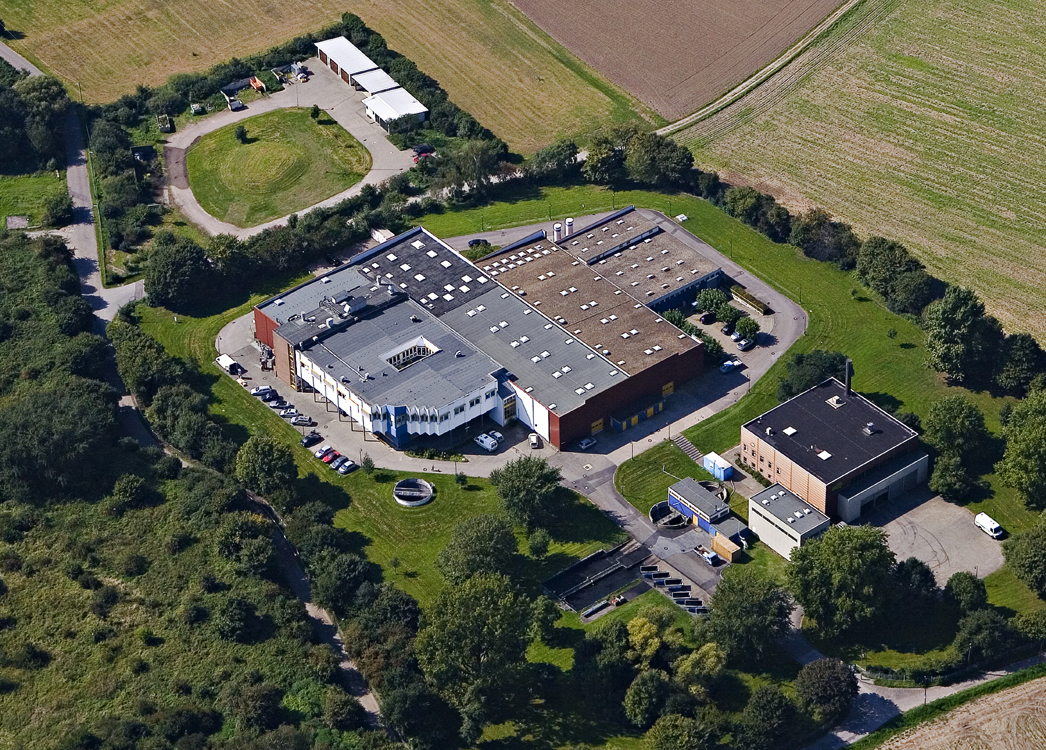
Luftbild Wasserwerk Holthausen

Das Wasserwerk Holthausen ist das jüngste von vier Wasserwerken auf Düsseldorfer Gebiet. Es befindet sich im Düsseldorfer Süden. Betrieben wird es durch die Stadtwerke Düsseldorf.

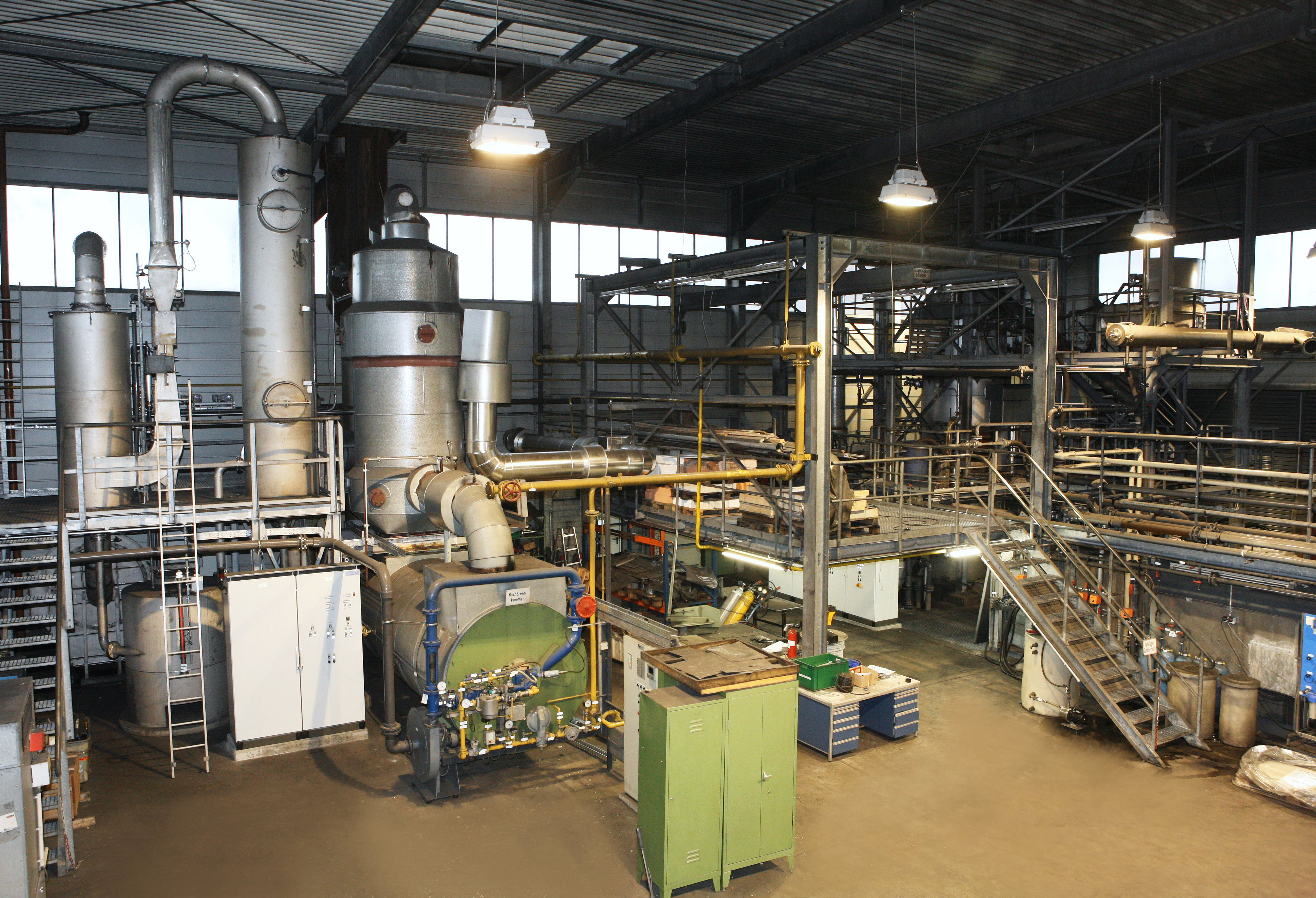
Reaktivierungsanlage für verbrauchte Aktivkohle, Wasserwerk Holthausen

## Geschichte
1963 wurde das Wasserwerk Holthausen gebaut und ging 1964 in Betrieb. 
Als das „Wirtschaftswunder“ begann, stellte die Verpflichtung, ein stets einwandfreies Trinkwasser zu liefern, die Stadtwerke Düsseldorf schon nach kurzer Zeit vor Probleme. Durch Wasser, das in die Kiese und Sande der Flussaue einsickert, verschlechterte mit der zunehmenden Rheinverschmutzung ab 1949/50 rasch die Qualität des Wassers in den Brunnen. Das Brunnenwasser unterschied sich jedoch, wie Analysen aus dem Jahre 1961 zeigen, stets stark vom Rheinwasser – dank der vorzüglichen natürlichen Filterung im Boden. Schon in den zwanziger und dreißiger Jahren war eine zunehmende Abwasserbelastung des Rheins und ein allmählich steigender Chloridgehalt festgestellt worden. Trotzdem blieb das Brunnenwasser ohne jede Aufbereitung trinkbar. Dann verschlechterten sich Geruch und Geschmack des Wassers zunehmend. Industriewerke und die Städte leiteten immer mehr Abwasser in den Rhein. Von allen getesteten Verfahren zur Wasseraufbereitung wirkte das mit Aktivkohle und Ozon am besten. 1962 begann der Bau der Wasseraufbereitung nach dem „Düsseldorfer Aufbereitungsverfahren“ in Holthausen. Sie sollte das vom Gemeinschaftswasserwerk „Auf dem Grind“ geförderte Rohwasser, das bisher mit Chlor versetzt und unter dem Rhein durch zwei Düker in das Düsseldorfer Stadtnetz eingespeist wurde, aufbereiten. 1964 erfolgte die Inbetriebnahme der ersten Ausbaustufe der Wasseraufbereitung.
Wegen der Rheinverschmutzung in den siebziger Jahren wurde die Aufbereitung zu Trinkwasser den steigenden Anforderungen entsprechend weiter verbessert und die Anlagen ausgebaut. In der Aufbereitungsanlage Holthausen, sorgten Ozon und 12 Aktivkohle-Filter ab 1964 für gleichbleibende gute Beschaffenheit.
1975 wurde das Wasserwerkes Holthausen um eine zweite Ausbaustufe zur Wasseraufbereitung erweitert.
Je mehr sich die Qualität des gewonnenen Wassers verschlechterte, desto häufiger musste die Kohle in den drei Wasserwerken erneuert werden. In den ersten Jahren besorgten die Herstellerwerke die Regeneration, was nicht nur teuer und aufwendig war, sondern häufig auch zu Wartezeiten führte. Deshalb zogen die Stadtwerke bald eine eigene Reaktivierungsanlage in Betracht. Als Standort wurde Holthausen gewählt. Der Bau begann im Frühjahr 1975, im August 1976 wurden die ersten Aktivkohlechargen versuchsweise reaktiviert. Die Menge der in Holthausen reaktivierten Aktivkohle lang in 2012 bei 3150 m³.
Ebenfalls 1975 wurde das erste, ausschließlich der Brauchwasserversorgung dienende Pumpwerk in Holthausen, das für die Firma Henkel errichtet wurde, in Betrieb genommen.
2009 wurde eine Versuchsanlage im Wasserwerk Holthausen gebaut. Sie erprobt verschiedene Aufbereitungstechnologien und Belastungssituationen. Mit diesen Aktivitäten soll in den nächsten Jahren die Frage beantwortet werden, mit welcher Betriebsweise und Verfahrenskombination das Verfahren für die Zukunft fit gemacht werden, um auf effiziente und wirtschaftliche Weise einwandfreies Trinkwasser für die Kunden bereitzustellen.

## Aufbereitung

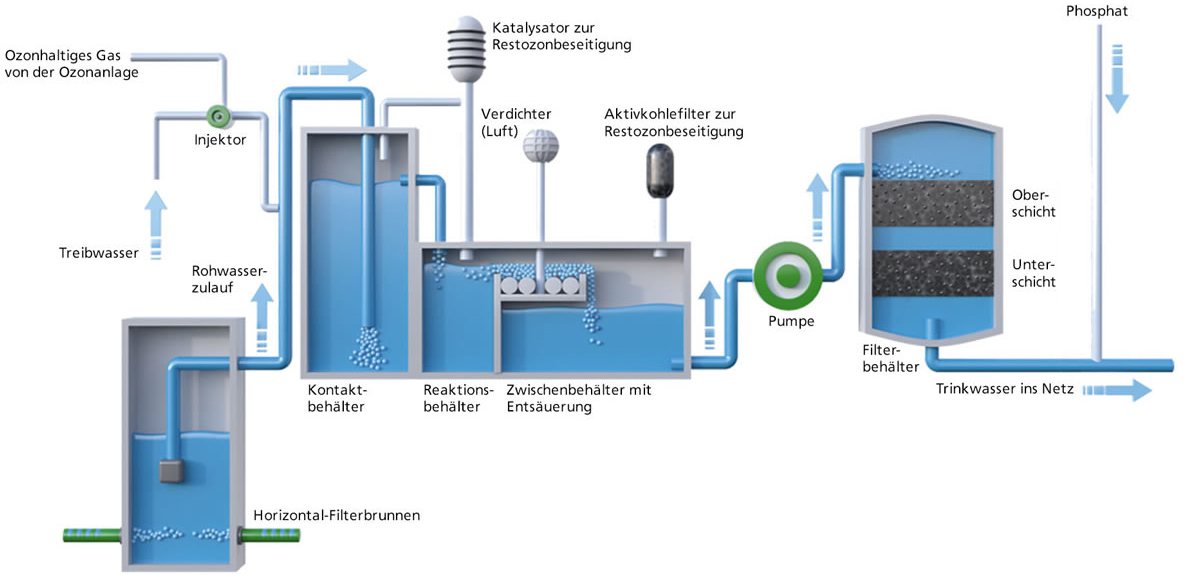
Schema der Trinkwasseraufbereitung nach dem Düsseldorfer Verfahren

Ca. 21.634.000 m³/a im Wasserwerk Holthausen. Die erste Stufe stellt die Uferfiltration dar. Zweite Stufe die Oxidation durch Ozon: 0,5 g/m³, Ozonerzeugung aus Sauerstoff. Stufe drei die Voraktivierung durch Aktivkohlefiltration in geschlossener Bauweise, Körnung: 1,5 – 2,5 mm, Fläche: 20 m², Höhe: 1,5 m, Durchsatz: 200 m³/h. Stufe vier die Aktivkohlefiltration in geschlossener Bauweise, Körnung: 0,8 – 2,4 mm, Fläche: 20 m², Höhe: 2,5 m, Durchsatz: 200 m³/h. (Früher Stufe 5: die Desinfektion mit Chlordioxid: 0,05 g/m³.) Und abschließende die Stufe fünf: Inhibitoren mit Phosphat: 1 g/m³ (früher auch Silikat: 1 g/m³). (Stand 2016).

## Versorgungsgebiet
Das Versorgungsgebiet der Düsseldorfer Wasserwerke mit Trinkwasser umfasst 600.000 Menschen, Gewerbe und Industrie in Düsseldorf, Erkrath und Mettmann. Insgesamt werden in einem Jahr rund 50 Mio. Kubikmeter (m³) Trinkwasser verteilt, täglich sind das durchschnittlich 140.000 Kubikmeter – 140 Millionen Liter. Die Tagesabgabe schwankt zwischen 120.000 Kubikmetern im Winter und bis zu 250.000 Kubikmetern an einem heißen Sommertag.